# Кромолиці (Ґостинський повіт)
Кромолиці (пол. Kromolice, нім. Kornland) — село в Польщі, у гміні Поґожеля Гостинського повіту Великопольського воєводства.
Населення — 442 особи (2011).
У 1975-1998 роках село належало до Лешненського воєводства.

## Демографія
Демографічна структура станом на 31 березня 2011 року:
|          | Загалом | Допрацездатний вік | Працездатний вік | Постпрацездатний вік |
| -------- | ------- | ------------------ | ---------------- | -------------------- |
| Чоловіки | 218     | 55                 | 143              | 20                   |
| Жінки    | 224     | 57                 | 122              | 45                   |
| Разом    | 442     | 112                | 265              | 65                   |